# 列昂尼多夫卡河
列昂尼德罗夫卡河（俄语：Река Леонидовка）或敷香川（日语：／）是萨哈林州波罗奈区的河流，源起卡梅绍维山脉，长95公里，流域面积850平方公里，在距河口1.7公里注入波罗奈河，年均径流量0.39立方公里。